# Columbus Motor Vehicle Company
Die Columbus Motor Vehicle Company war ein US-amerikanischer Automobilhersteller der Pionierzeit. Seine Fahrzeuge kamen als Santos Dumont auf den Markt.

## Geschichte
Seit 1899 experimentierten Charles W. Groff und J. Frank Runkle mit einem eigenen Automobil. Ende 1901 gründeten sie die Groff-Runkle Motor Vehicle Company in Columbus in Ohio. Außerdem waren Frank Burkholder, Barton Griffiths und George W. Groff beteiligt. Im gleichen Jahr war ein Prototyp fertig. Er wurde Groff & Runkle genannt. Er bewältigte erfolgreich eine Testfahrt von 320 Kilometern zwischen Columbus und Wooster.
Erst 1902 erschien das Serienfahrzeug als Santos Dumont, benannt nach dem brasilianisch-französischen Ballonfahrer und Flugpionier Alberto Santos Dumont, dessen Einverständnis vorab wohl nicht eingeholt worden war. Zur Herstellung des Santos Dumont wurde die Columbus Motor Vehicle Company mit einem Aktienkapital von 50.000 US-Dollar ins Leben gerufen. Zwei Quellen stellen es als Umfirmierung dar.
Der Santos Dumont war ein konventionelles Automobil mit einem wassergekühlten Zweizylindermotor (möglicherweise in Boxer-Bauweise) von 12 bis 14 PS Leistung (nach damaliger Berechnungsmethode) unter dem Fahrersitz und Kettenantrieb auf die Hinterachse. Es war nur als vier- bis fünfsitziges Rear Entrance Tonneau erhältlich; das heißt, der Zugang zu den hinteren Plätzen erfolgte über eine Türe in der Heckwand der Karosserie. Die Columbus Motor Vehicle Company verlangte 1500 Dollar für das Fahrzeug, das auf einem Leiterrahmen mit Stahlträgern aufgebaut war. Der Radstand betrug 2082 mm (82 Zoll). Die 30-Zoll-Holzspeichenräder waren 89 mm (3½ Zoll) breit. Das Fahrzeug wog 839 kg (1850 lbs).
Im folgenden Jahr stellte das Unternehmen ein zusätzliches, kleineres Modell vor. Dieser Einzylinder-Runabout mit 9 PS war ähnlich konstruiert und kostete 1250 Dollar.
Bereits im März 1903 steckte die Firma in tiefen Schwierigkeiten. Gerettet wurde sie vom Investor William Frisbe, der das Aktienkapital auf 100.000 Dollar aufstockte und das Präsidium der Gesellschaft übernahm. Er ließ ein völlig neues Auto entwickeln, das 1904 in den Verkauf gelangte. Es war größer und hatte einen nunmehr luftgekühlten Motor, der vorne im Fahrzeug montiert war. Dieser hatte vier Zylinder, 20 PS Leistung, eine fünfsitzige Tonneau-Karosserie und sollte 2000 Dollar kosten. Frisbe begann ab etwa Februar 1904, das Auto auch als Dumont zu inserieren. In der lokalen Presse wurde es gelegentlich Columbus genannt, obwohl es bereits mehrere Automarken dieses Namens gab.
Sicher war die Verwirrung über den Namen nicht hilfreich, was aber letztlich die Ursache dafür war, dass auch Frisbe finanzielle Probleme bekam, ist unklar. Jedenfalls wurde im Herbst 1904 wahrscheinlich von einem Gläubiger der Konkurs beantragt und im Oktober ausgesprochen. Eine angekündigte Reorganisation blieb aus. Eine Quelle nennt es Bankrott.